# بيئوية

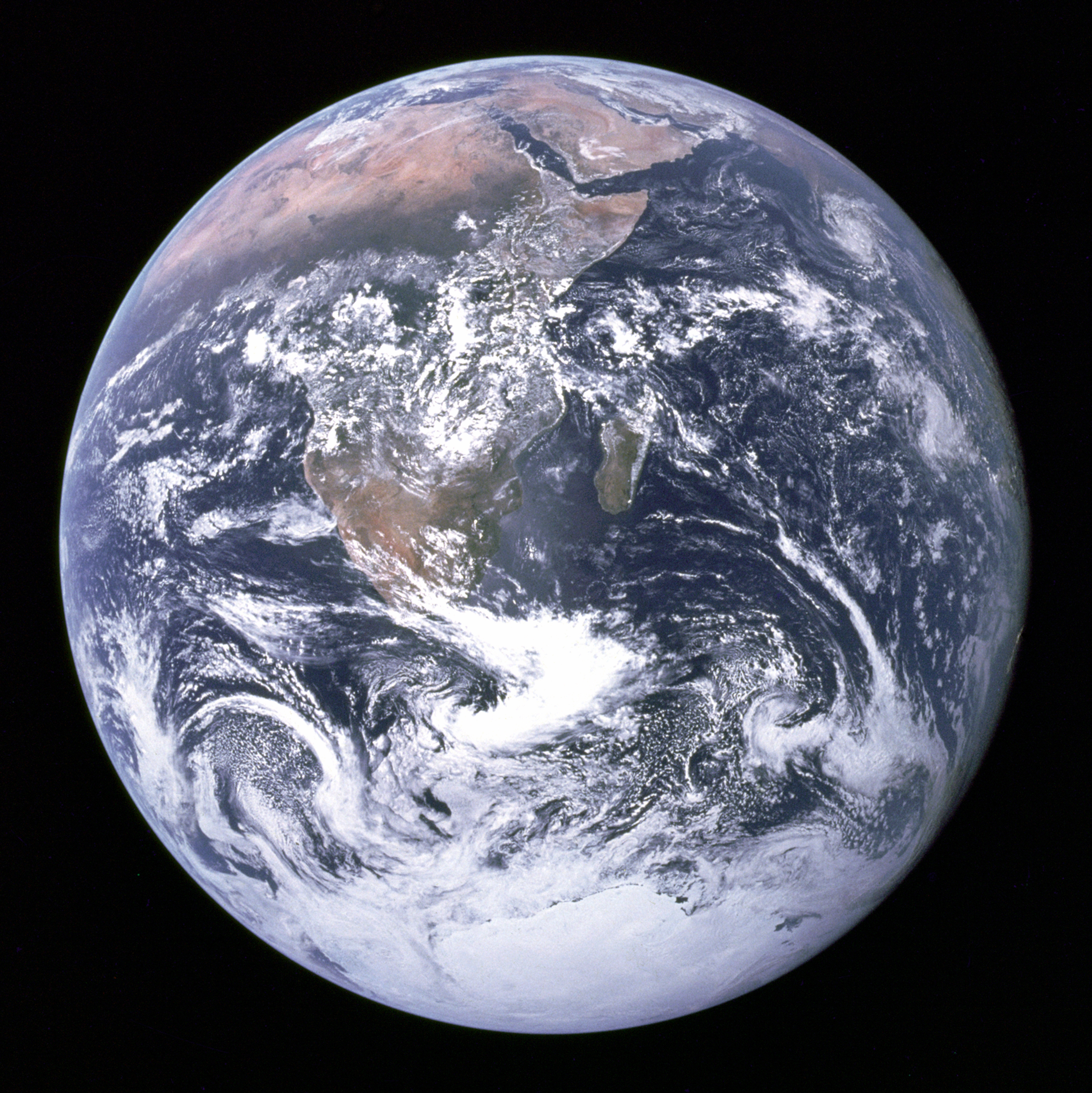
حماية البيئة هي مصدر قلق لكوكب الأرض ككل

حماية البيئة أو الحقوق البيئية، وهي فلسفة واسعة، وأيديولوجية، وحركة اجتماعية تدور حول الاهتمامات التي تتعلق بحماية البيئة وتحسين صحتها، لا سيما وأن تدبير الصحة البيئية تسعى إلى دمج تأثير التغييرات البيئية على البشر، والحيوانات، والنباتات، والمواد غير الحية؛ بينما تركز حماية البيئة بشكل أكبر على الجوانب البيئية والطبيعية للأيديولوجية الخضراء وسياستها. يجمع علم البيئة بين أيديولوجية النظم البيئية الاجتماعية وحماية البيئة.
يعمل دعاة حماية البيئة على الحفاظ على البيئة واستعادتها وتحسين الطبيعة وعناصر أو عمليات نظام الأرض الأساسية مثل المناخ، ويمكن الإشارة إليها بصفتها حركة للسيطرة على التلوث أو حماية التنوع النباتي والحيواني. لهذا السبب، ظهرت مفاهيم أخرى مثل أخلاقيات الأرض والأخلاقيات البيئية والتنوع الأحيائي وعلم البيئة والبيوفيليا.
تُعتبر حماية البيئة في صميمها، عبارة عن محاولة لموازنة العلاقات بين البشر والأنظمة الطبيعية المختلفة التي يعتمدون عليها بطريقة تمنح كل المكونات درجة مناسبة من الاستدامة، بل وتُعد المقاييس والنتائج الدقيقة لهذا التوازن مثيرة للجدل، وهناك العديد من الطرق المختلفة للتعبير عن المخاوف البيئية في الممارسة العملية. غالبًا ما تُمثل حماية البيئة واهتماماتها باللون الأخضر، ولكن اعتُمد هذا الارتباط من قبل صناعات التسويق للتكتيك المعروف باسم «ظاهرة الغسل الأخضر».
يُعتبر مصطلح حماية البيئة عكس مصطلح «معاداة حماية البيئة»، الذي يقول إن الأرض أقل هشاشة مما يرى بعض علماء البيئة، بل ويصور حماية البيئة على أنها رد فعل مبالغ فيه للمساهمة البشرية في الاحتباس الحراري أو معارضة التقدم البشري.

## تعاريف
يشير مصطلح «حماية البيئة» إلى حركة اجتماعية تسعى إلى التأثير على العملية السياسية من خلال الضغط، والنشاط، والتعليم من أجل حماية الموارد الطبيعية والنظم الإيكولوجية.
عالم البيئة، هو الشخص الذي قد يتحدث عن بيئتنا الطبيعية والإدارة المستدامة لمواردها من خلال التغييرات في السياسة العامة أو السلوك الفردي. وقد يشمل ذلك ممارسات داعمة مثل الاستهلاك المدروس، ومبادرات المحافظة على الطبيعة، والاستثمار في الموارد المتجددة، والكفاءات المحسنة في اقتصاد المواد، والانتقال إلى نماذج محاسبية جديدة مثل الاقتصاد البيئي، وتجديد وتنشيط اتصالاتنا مع الحياة غير البشرية أو حتى تقليل عدد أطفال الأسرة طفلًا واحدًا، لخفض الاستهلاك والضغط على الموارد.

## الاهتمام بالبيئة كحركة اجتماعية
الاهتمام بالبيئة يمكن أن تعرف بأنها حركة اجتماعية تسعى إلى التأثير على العملية السياسية من خلال الضغط، والنشاط، والتعليم، من أجل حماية الموارد الطبيعية والنظم الايكولوجية، والحركة البيئية تتمحور حول البيئة، الصحة، وحقوق الإنسان.
و يقومون القائمون على حماية البيئة عادة بالتظاهرات والاحتجاجات السلمية من أجل إحداث تغييرات في السياسة العامة أو السلوك الفردي.

## التاريخ
الأهتمام في البيئة تكرر في أشكال مختلفة في أجزاء مختلفة من العالم، على مر التاريخ.. على سبيل المثال، في منطقة الشرق العربي, كانت الكتابات المبكرة والاطروحات العربية الطبية، مكتوبة خلال «الثورة الزراعية العربية» وكان الفلاسفة والعلماء مثل,كوستا بن لوكا، ابن الجزار، التميمي،، ابن سينا، علي بن رضوان، اسحق بن سليمان، عبد اللطيف، وابن النفيس. كانوا جميعهم يشعرون بالقلق من تلوث الهواء، تلوث المياه، تلوث التربة، النفايات الصلبة سوء، كانوا يخبرون عن هذا في كتاباتهم وأرائهم.
في أوروبا حظر الملك إدوارد الأول ملك انكلترا حرق الفحم ورميه على سطح البحر خلال إعلان في لندن عام 1272.

## السوق الحرة وحماية البيئة
حماية البيئة في السوق الحرة هو الموقف الذي يقول إن السوق الحرة، حقوق الملكية، وقانون المسؤولية التقصيرية توفر أفضل الوسائل للحفاظ على الصحة العامة واستدامة البيئة.